# Bain à ultrasons
Le bain à ultrasons ou nettoyage à ultrasons ou sonicateur est une procédure accélérée de nettoyage de pièces ou de dissolution de produits par l’effet mécanique d’ondes ultrasonores de fréquence généralement comprises entre 20 kHz et 400 kHz.

## Principe
Généralement, le nettoyage par ultrasons s'effectue par immersion de la pièce à nettoyer dans un bain.
- Le dispositif comprend une cuve assez grande pour recevoir la pièce à nettoyer.
- De l'eau ou un autre solvant (pour dégraisser), auxquels s'ajoutent éventuellement des produits détergents remplissent la cuve. Ce liquide transmet les ultrasons, en même temps qu'il effectue le nettoyage.
- Sur les parois (internes ou externes) ou au fond de la cuve, un transducteur reçoit de l’énergie électrique à  fréquence ultrasonore par l'oscillation des transducteurs piézoélectriques.
- Le transducteur génère des phases successives de compression et de décompression.
- Ces phases sont des ondes ultrasonores, à une fréquence de 20 kHz à 170 kHz, qui génèrent dans ce liquide une grande quantité de bulles microscopiques par le phénomène de cavitation.
- L’implosion de ces bulles, pendant la phase de compression, provoque des turbulences au niveau de la pièce à nettoyer ou du produit à dissoudre.
- Ces turbulences détachent et éloignent les impuretés de la pièce ou accélèrent la dissolution.

La dissolution de produits s'effectue de la même façon. Le récipient contenant le produit à dissoudre et son solvant peut remplacer la pièce à nettoyer dans un bac de plus grandes dimensions. Il suffit que sa paroi soit suffisamment dure et légère pour ne pas atténuer significativement les ultrasons.
Des dispositifs sans cuve, dans lesquels le liquide de nettoyage circule entre la pièce à nettoyer et le transducteur, s'emploient aussi. Ils servent notamment pour le détartrage en soins dentaires, mais ont été utilisés pour d'autres nettoyages délicats comme ceux des vitraux.

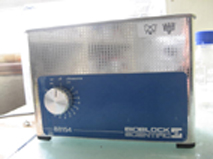
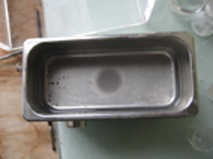

## Histoire
Les premières applications industrielles remontent aux années 1950. Les nettoyeurs à ultrasons, devenus plus abordables, ont trouvé une utilisation domestique dans les années 1970.

## Avantages
Les avantages par rapport aux autres principes de nettoyage par immersion, à la brosse ou par jet à haute pression, sont :
- efficacité :
  - les pièces aux formes les plus complexes peuvent être nettoyées par ces bulles ultrasoniques qui pénètrent dans le moindre interstice,
  - les pièces, constituées ou non de matières différentes, peuvent être nettoyées sans être démontées,
- sécurité : pas de projection du liquide nettoyant.

## Domaines d’application
- Optique : nettoyage des lunettes et instruments optiques employés en médecine.
- Joaillerie : bijoux délicats, formes complexes et matériaux de grande valeur.
- Industrie : toutes pièces ou ensembles mécaniques (bain avec liquide dégraissant).
- Laboratoire : séparation de cellules avec un nettoyeur à ultrasons appelé sonicateur, Préparation d'échantillons par ultrasons, dégraissage d'éprouvettes avant encollage ou en traitement de surface, dissolution, synthèse organique (sonochimie).
- Odontologie : nettoyage des appareils dentaires et des instruments de travail.
- Alimentaire : nettoyage des cuves et conteneurs par immersion d’un transducteur.
- Archéologie : nettoyage non destructif de pièces ou objets antiques très délicats.
- Horlogerie : nettoyage des petits mécanismes (pignon, pivot, roue, vis)
- Numismatique : nettoyage des pièces de monnaie
- Armurerie : nettoyage des douilles et des armes à feu
- Modélisme : nettoyage des aérographes et des petites pièces
- Mécanique : nettoyage des carburateurs, des injecteurs, pistons, bougies, bielles, etc.
- Divers : nettoyage de stylo-plume, moulinet de pêche, club de golf, instruments de mesure, cigarette électronique, nettoyage des atomiseurs, cleromiseurs, drippers, autres[2].